# Inez Turner
Inez Turner, född den 3 december 1972, är en jamaicansk före detta friidrottare som tävlade i kort- och medeldistanslöpning.
Turner tävlade på både 400 meter och 800 meter. Hennes främsta merit är hennes guldmedalj vid Samväldesspelen 1994. Hon var i VM-final inomhus 1995 då hon slutade på sjätte plats.
På 400 meter är hennes främsta merit hennes semifinalplats vid VM 1993. Hon ingick i stafettlaget över 4 x 400 meter som blev bronsmedaljörer vid VM 1997.

## Personliga rekord
- 400 meter - 52,04
- 800 meter - 1.59,49